# Досифей (Стойчев)
Митрополит Досифей (в миру Димитр Стойчев, болг. Димитър Стойчев; 8 января 1837, София — 14 июня 1907, Самоков) — епископ Болгарской Православной Церкви, митрополит Самоковский.

## Биография
Начальное образование получил в Софии у дидаскала Захария Крушева.
В 1852—1853 годы — учитель в городе Берковица. В 1853 году уехал в Стамбул.
С сентября 1855 по 1862 год учился в богословской школе на острове Халки вместе с будущим митрополитом Доростольско-Червенским Григорием (Немцовым) и митрополитом Варненским и Преславским Симеоном (Попниколовым).
27 марта 1863 года в Стамбуле, в храме святого Георгия, Патриархом Конатснтинпольским Иоакимом II пострижен в монашество, на следующий день рукоположён во диакона и назначен помощником главного секретаря Константинопольской Патриархии.
30 ноября 1870 года Патриархом Константинопольским Григорием VI рукоположен во иерея, возведен в сан архимандрита и назначен главным секретарём Патриархии.
1 мая 1872 года отказался от должности и перешёл в Болгарский экзархат.
25 мая того же года в храме святого Стефана в Константинополе хиротонисан во епископа Самоковского с возведением в сан митрополита. Хиротонию совершили экзарх Болгарский Анфим (Чалыков), епископ Макариопольский Иларион (Михайловский), митрполит Пловдивский Панарет (Мишайков) и епископ Кюстендилский Иларион (Иванов). Его хиротония стала первой хиротонией епископа болгарского происхождения, которую совершили болгарские архиереи.
Противодействовал протестантской пропаганде, в 1874 году стал инициатором строительства здания для богословского училища, открытого в 1876 году.
В 1875—1878 годы постоянный член Священного Синода Болгарского Экзархата в Константинополе.
В 1876—1877 годы временно управлял Софийской епархией.
Основное внимание уделял церковным делам, воздерживался от конфликтов со светскими властями и от церковно-государственных споров, возникших в 1878 году.
В 1879 году — представитель в Учредительном народном собрании.
В 1883—1891 годы временно управлял Пловдивской епархией.
С 1889 года — член Священного Синода.
В 1892—1902 годы — председатель Священного Синода.
В конце 1902 года ушёл на покой, проживал в Самокове.
Скончался 14 июня 1907 года в Самокове. Похоронен в храме во имя святителя Николая в Самокове.
13 декабря 1907 года Самоковская епархия была упразднена, её церкви вошли в юрисдикцию Софийской епархии.
Название «Митрополит Доситей Самоковски» носит улица в городе Самоков, а дом владыки на главной улице в центре города сохранился и по сей день.